# Велика Рига
Велика Ри́га (рос. Большая Рига) — село у складі Шуміхинського району Курганської області, Росія. Адміністративний центр Ризької сільської ради.
Населення — 713 осіб у 2010 році. У  2002 році було 956.
Національний склад станом на 2002 рік: росіяни — 95 %.